# Selfjég

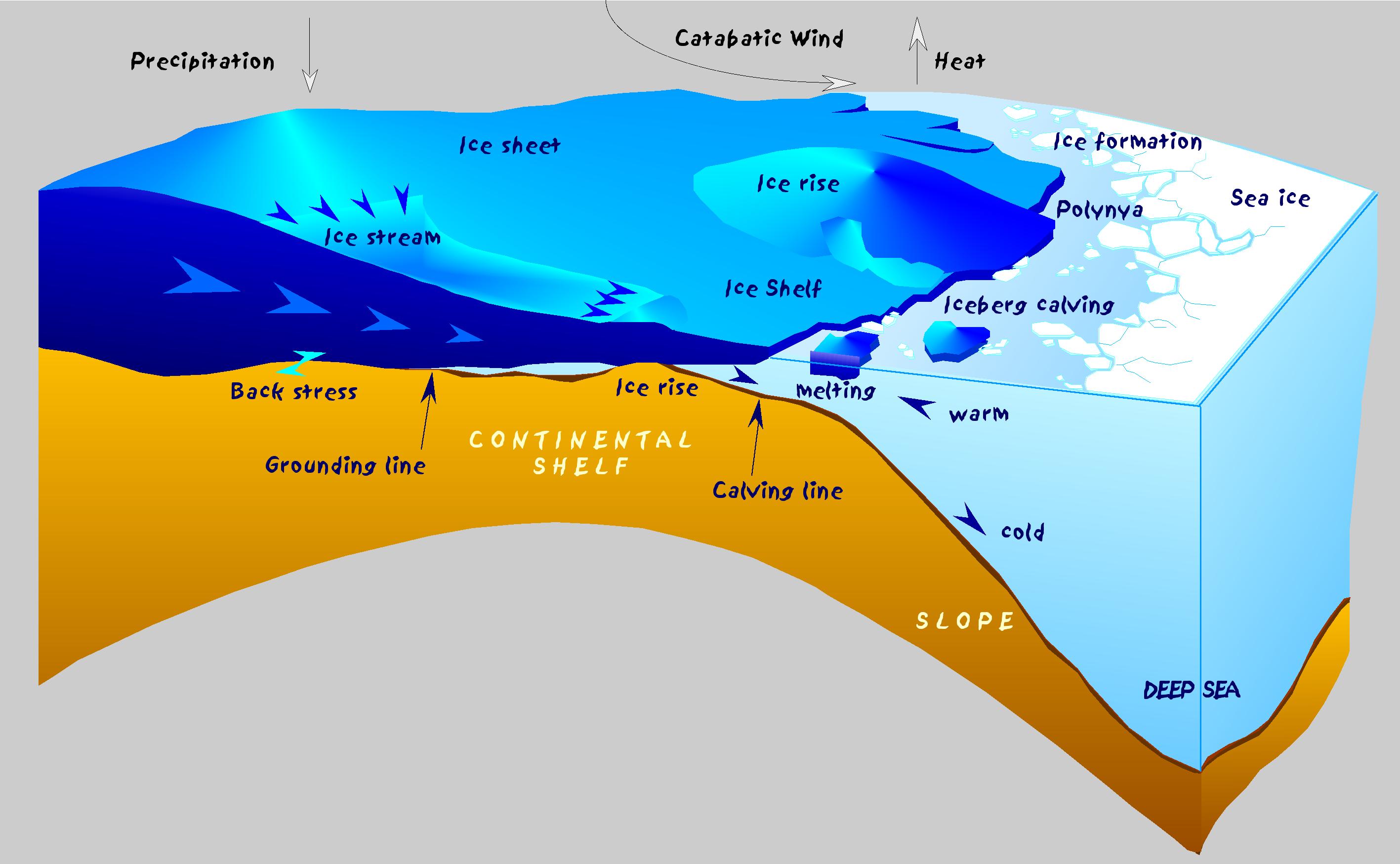
selfjég magyarázó rajza

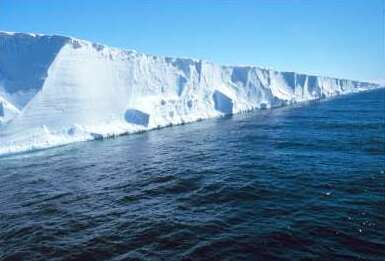
Ross-selfjég

A selfjég a parti síkságról a tengerbe nyúló jégtömeg (tengeri jégpajzs); a tenger fenekéig (a peremeken csaknem fenekéig) befagyott része. Az antarktiszi selfjegek mintegy 200 méterrel emelkednek a tenger színe fölé, tehát az ezek elolvadásából keletkező víz hozzájárul az óceánok vízszintjének emelkedéséhez. 
Ismert nagyobb selfjegek:
- Ross-selfjég (több mint félmillió km²; legnagyobb ismert vastagsága 420 m),
- Filchner-Ronne selfjég (a második legnagyobb),
- Larsen-selfjég (1995–2002 között szétesett, eltűnt),
- Ronne-selfjég,
- Campbell-selfjég,
- Wilkins-selfjég.

A selfjeget a tengerjárás emelő-süllyesztő mozgása darabolja fel: borjadzással hatalmas jéghegyek válnak le róla.